# Meteor z 18 sierpnia 1783 roku

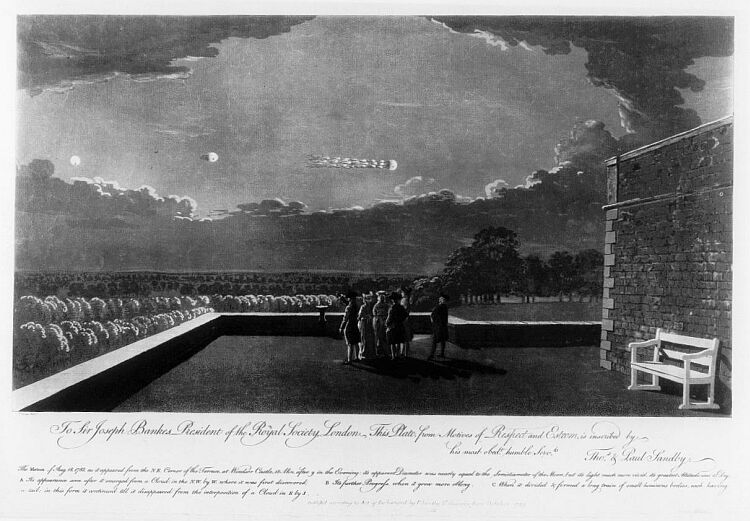
Rycina Paula Sandby’ego przedstawiająca przelot meteorytu

Meteor z 18 sierpnia 1783 roku – niezwykle jasny bolid zaobserwowany nad Wyspami Brytyjskimi. Ponieważ w owym czasie tego typu zjawiska były słabo znane, wydarzenie to wzbudziło duże zainteresowanie. Wiele uwagi poświęcono mu m.in. w czasopiśmie naukowym „Philosophical Transactions of the Royal Society”, a Charles Blagden przeprowadził jego szczegółowe analizy.

## Obserwacje
Zdarzenie nastąpiło 18 sierpnia 1783 roku między godziną 21:15 a 21:30. Analiza obserwacji wykazała, że meteor wszedł w atmosferę Ziemi od strony Morza Północnego i przeleciał nad wschodnim wybrzeżem Szkocji, Anglii oraz kanału La Manche. Po przebyciu około 1600 km rozpadł się nad południowo-zachodnią Francją lub północnymi Włochami.
Wśród wielu świadków tego przelotu był również Tiberius Cavallo, włoski filozof przyrody, który w chwili pojawienia się meteorytu znajdował się wraz z grupą ludzi na tarasie zamku w Windsorze. Swoją relację opublikował później w „Philosophical Transactions of the Royal Society”.
Jak zauważył, meteor był widoczny przez około trzydzieści sekund, a za jego główną częścią leciało kilka mniejszych obiektów. Słychać też było dudniący dźwięk, który Cavallo porównał do odległego grzmotu. Inni świadkowie, m.in. Alexander Aubert i Richard Lovell Edgeworth, relacjonowali, że obiekt miał czerwony i niebieski kolor.
Relacje innych świadków były często niespójne, a nawet dziwaczne. Czasopismo „London Magazine” przytoczyło list pewnego porucznika stacjonującego na brytyjskim okręcie wojennym na północ od Irlandii, który napisał, że widział meteor poruszający się wzdłuż północnego wschodu, który następnie cofnął się i leciał w przeciwnym kierunku. Autor artykułu dodał, że posiadał jeszcze kilka innych relacji, ale były one niespójne i wzajemnie się wykluczały.
Gilbert White napisał w 1787 roku, że zapamiętał „zdumiewające i nadzwyczajne" lato 1783 roku jako „pełne okropnych zjawisk” niepokojących meteorów i przerażających grzmotów, które trapiły różne hrabstwa tego królestwa.

## Ryciny
Jednym z pięciu towarzyszy Cavallo na tarasie zamku w Windsorze był artysta Thomas Sandby, który wspólnie ze swoim bratem Paulem wykonał rycinę niezwykłego zjawiska. Obecnie znajduje się ona w Hunterian Museum and Art Gallery na Uniwersytecie w Glasgow. Inny sztych wykonał nauczyciel Henry Robinson, który obserwował przelot meteoru we wsi Winthorpe w hrabstwie Nottinghamshire.